# Baré Esporte Clube
El Baré Esporte Clube es un club de fútbol de la ciudad de Boa Vista, capital del estado brasileño de Roraima. El club es el mayor mayor campeón del Campeonato Roraimense de Fútbol con 30 conquistas.
El equipo fue fundado el 26 de octubre de 1946, por Aquilino da Mota Duarte (exmiembro del Atlético Roraima), quien fue también el primer presidente del club.
El fútbol es el principal deporte practicado por el club, que también tiene departamentos en las  categorías baloncesto, voleibol y balonmano.

## Palmarés

### Regionales
- Torneio Integração da Amazônia: 2

(1983, 1985)

### Estatales
- Campeonato Roraimense: 29

(1950, 1953, 1954, 1955, 1956, 1960, 1961, 1962, 1963, 1964, 1965, 1966, 1967, 1968, 1969, 1970, 1976, 1982, 1984, 1986, 1988, 1990, 1993, 1994, 1996, 1997, 1999, 2006, 2010)

### Otras conquistas
- Campeonato Roraimense de Masters: 1

(2002)

## Desempeño en competiciones

### Campeonato Roraimense
| Año  | Posición |
| ---- | -------- |
| 1995 | 2.º      |
| 1996 | campeón  |
| 1997 | campeón  |
| 1998 | 2.º      |
| 1999 | campeón  |
| 2000 | 3.º      |
| 2001 | 3.º      |
| 2002 | 2.º      |
| 2003 | 2.º      |
| 2004 | 4.º      |
| 2005 | 3.º      |
| 2006 | campeón  |
| 2007 | 2.º      |
| 2008 | 3.º      |
| 2010 | campeón  |
| 2013 | 3.º      |
| 2014 | 3.º      |
| 2015 | 3.º      |
| 2016 | 2.º      |
| 2017 | 2.º      |
| 2018 | 3.º      |
| 2019 | 2.º      |
| 2020 | 5.º      |
| 2022 | 4.º      |
| 2023 | 6.º      |
| 2025 | 3.º      |

### Copa de Brasil
| Año  | Posición |
| ---- | -------- |
| 1997 | 27.º     |
| 1998 | 34.º     |
| 2000 | 56.º     |
| 2007 | 38.º     |
| 2011 | *        |

- (*) El Baré fue eliminado de la competición por el STJD el 3 de marzo por la escalación irregular de todos sus jugadores.

### Copa Norte
| Año  | Posición |
| ---- | -------- |
| 1997 | 10.º     |
| 1999 | 6.º      |
| 2000 | 13.º     |

### Torneio Integração da Amazônia
| Año  | Posición |
| ---- | -------- |
| 1975 | 4.º      |
| 1977 | 4.º      |
| 1978 | 5.º      |
| 1981 | 5.º      |
| 1983 | 1.º      |
| 1984 | 2.º      |
| 1985 | 1.º      |
| 1986 | 7.º      |
| 1987 | ?        |
| 1988 | ?        |
| 1989 | ?        |
| 2003 | 3.º      |

### Serie C
| Año  | Posición |
| ---- | -------- |
| 1995 | 31.º     |
| 1996 | 28.º     |
| 1997 | 57.º     |
| 1998 | 51.º     |
| 2000 | 26.º     |

### Serie D
| Año  | Posición |
| ---- | -------- |
| 2016 | 66.º     |
| 2017 | 64.º     |
| 2018 | 54.º     |
| 2020 | 49.º     |

## Entrenadores
- Fábio Luiz (?–junio de 2017)[2]
- Junior Pinho (junio de 2017–marzo de 2018)[2][3]
- Betinho (interino- marzo de 2018)[3]
- Edson Neguinho (marzo de 2018–?)[3]
- Betinho (?–marzo de 2020)[4]
- Cacau (interino- marzo de 2020)[4]
- Edmilson Santos (marzo de 2020–presente)